# Sophie Román Haug
Sophie Román Haug (* 4. Juni 1999 in Kløfta) ist eine norwegische Fußballspielerin. Sie steht derzeit beim Liverpool FC Women unter Vertrag und spielte 2022 erstmals für die A-Nationalmannschaft.

## Karriere

### Vereine
Sophie Román Haug spielte ab 2015 für den Lillestrøm SK Kvinner. Am 1. Februar 2022 wechselte sie zum AS Rom. Ihren Zweijahresvertrag verlängerte sie im August 2022 vorzeitig bis 2025. In der UEFA Women’s Champions League 2022/23 erreichte sie mit der Roma bei deren erster Teilnahme das Viertelfinale, wo sie nach zwei Niederlagen (0:1 und 1:5) gegen den späteren Sieger FC Barcelona ausschieden. Die italienische Meisterschaft schloss die Roma mit ihrem ersten Meistertitel ab.

### Nationalmannschaft
Haug spielte zunächst für die norwegischen Nachwuchsnationalmannschaften des NFF der Altersklassen U15, U16, U17, U19 und U23. Für die norwegische A-Nationalmannschaft kam sie erstmals am 29. Juni 2022 im Spiel gegen die Nationalmannschaft Dänemarks zum Einsatz. Bei der Europameisterschaft 2022 wurde sie nur bei der 0:1-Niederlage – der ersten überhaupt gegen die Nationalmannschaft Österreichs – eingesetzt, wobei sie erst im Verlauf des Spiels eingewechselt wurde und dem Spiel auch keine Wende mehr geben konnte, so dass die Norwegerinnen als Gruppendritte ausschieden.
Im Rahmen der Qualifikation für die Weltmeisterschaft 2023 erzielte sie im letzten Spiel ihre ersten Länderspieltore zum 1:0-, 2:0- und 4:0-Zwischenstand gegen die Nationalmannschaft Albaniens (Endstand: 5:0). Bereits vier Tage zuvor, im ersten Spiel nach der EM, dem entscheidenden Spiel um den Gruppensieg in der Qualifikation für die WM 2023 gegen Belgien wurde sie in der 86. Minute eingewechselt. Die Norwegerinnen gewannen mit 1:0, womit sie sich für die WM qualifizierten.
Bei zwei der vier folgenden Freundschaftsspiele  – gegen die Nationalmannschaften der Niederlande (2:0) und Frankreichs (1:2) – war sie wieder als Torschützin erfolgreich. Mit insgesamt fünf Toren war sie die beste Torschützin der Norwegerinnen im Jahr 2022.
Am 19. Juni 2023 wurde sie für die WM-Endrunde nominiert.

## Erfolge
- Norwegischer Meister: 2015, 2016, 2017, 2018, 2019
- Norwegischer Pokalsieger: 2015, 2016, 2018, 2019
- Italienischer Meister: 2023
- Italienischer Super Cup-Sieger: 2023